# Рошді Зем
Рошді́ Зем (фр. Roschdy Zem; нар. 27 вересня 1965, Женнвільє, О-де-Сен, Франція) — французький кіноактор, кінорежисер і сценарист.

## Біографія
Рошді Зем народився 27 вересня 1965 року в місті Женнвільє, що департаменті О-де-Сен у Франція в сім'ї іммігрантів з Марокко У дитинстві проводив свої літні канікули в бельгійському місті Мехелен, де вивчав фламандську мову. По закінченню школи влаштувався на блошиний ринок Парижа, де продавав джинси.

## Кар'єра
У двадцятирічному віці Рошді Зем почав виступати на сцені паризьких театрів, перш ніж дебютувати у великому кіно, виконавши у 1987 році свою першу роль у фільмі «Лягаві», режисера Жозіан Баласко. Через чотири роки Андре Тешіне запросив Зема на ролі у своїх фільмах «Я не цілуюся» (1991) та «Улюблена пора року». Успіх до Зема приходить після зіграних ним у 1995 році ролей наркомана у стрічці Ксав'є Бовуа «Не забудь, що скоро ти помреш» та нічного сторожа у дебютному фільмі режисерки Летисії Мессон «Мати (чи не мати)».
Наприкінці 1990-х Рошді Зем знімався у Патріса Шеро («Ті, хто мене любить, поїдуть потягом», 1998), Андре Тешіне в «Еліс і Мартін» (1998), де його партнерами були Жульєт Бінош і Матьє Амальрік, у П'єра Жоліве в «Мій маленький бізнес», за роботу в якому вперше був номінований на здобуття французької національної кінопремії «Сезар».
У 2006 році Рошді Зем отримав Приз за найкращу чоловічу роль на 59-му Каннському кінофестивалі за участь у кінострічці «Патріоти», колективно з іншими виконавцями головних ролей: Самі Насері, Жамелем Деббузом, Самі Буажилою і Бернаром Бланканом. Цей фільм розповідає про Другу світову війну очима арабів, що брали участь в Русі Опору. Фільм номінувався від Алжиру на премію «Оскар» за найкращий іноземний фільм.
У 2006 році Зем дебютував як режисер, поставивши за власним сценарієм фільм «Злий намір». Друга режисерська робота Рошді Зема «Омар мене убити», створена у 2010 році на основі реальних подій, була номінована на премію «Сезар» за найкращий адаптований сценарій, який було написано самим Земом у співавторстві з Олів'є Горсом, Рашидом Бушаребом та Олів'є Лорелем. Фільму також брав участь у відборі від Марокко на здобуття кінопремії «Оскар» 2011 року у категорії за найкращий фільм іноземною мовою.
На початку 2016 року на екрани Франції, а 12 травня і України, вийшов четвертий фільм, поставлений Рошді Земом, «Шоколад». В основу сюжету фільму лягла історія життя першого чорношкірого клоуна Франції кінця XIX століття Кананги на прізвисько Шоколад, образ якого втілив Омар Сі.

## Фільмографія
Актор
| Рік  |    | Українська назва                     | Оригінальна назва                    | Роль                 |
| ---- | -- | ------------------------------------ | ------------------------------------ | -------------------- |
| 1987 | ф  | Лягаві                               | Les Keufs                            | Біт                  |
| 1991 | ф  | Я не цілуюся                         | J’embrasse pas                       | Саїд                 |
| 1993 | ф  | Улюблена пора року                   | Ma saison préférée                   | Мехді                |
| 1995 | ф  | Мати (чи не мати)                    | En avoir (ou pas)                    | Жозеф                |
| 1995 | ф  | Не забудь, що скоро ти помреш        | N'oublie pas que tu vas mourir       | Омар                 |
| 1996 | ф  | Небезпечна професія                  | Le Plus Beau Métier du monde         | Ахмед Рауч           |
| 1997 | ф  | Інший берег моря                     | L'autre côté de la mer               | Тарек Тімцерт        |
| 1998 | ф  | Ті, хто мене любить, поїдуть потягом | Ceux qui m'aiment prendront le train | Тьєррі               |
| 1998 | ф  | На продаж                            | À vendre                             | банкір               |
| 1998 | ф  | Еліс і Мартін                        | Alice et Martin                      | Робер                |
| 1999 | ф  | Мій маленький бізнес                 | Ma petite entreprise                 | Самі                 |
| 2000 | ф  | Час сексуального звільнення          | La Parenthèse enchantée              | Поль                 |
| 2001 | ф  | Моя дружина — акторка                | Ma femme est une actrice             |                      |
| 2001 | ф  | Викрадення для Бетті Фішер           | Betty Fisher et autres histoires     | доктор Жером Кастанг |
| 2001 | ф  | Маленький сенегалець                 | Little Senegal                       | Карім                |
| 2001 | ф  | Зміни моє життя                      | Change moi ma vie                    | Самі                 |
| 2002 | ф  | Рейд                                 | Le Raid                              | Самі                 |
| 2002 | ф  | Бланш                                | Blanche                              | Бонаньж              |
| 2003 | ф  | Мосьє N.                             | Monsieur N.                          | Анрі Бертран         |
| 2003 | ф  | Шу-шу                                | Chouchou                             | брат Жан             |
| 2003 | ф  | Ох уже ці доньки!                    | Filles uniques                       | Малек                |
| 2003 | ф  | Ключі від машини                     | Les Clefs de bagnole                 |                      |
| 2004 | ф  | Набережна Орфевр, 36                 | 36 quai des Orfèvres                 | Гуго Сільєн          |
| 2005 | ф  | Прийди, побач і стань                | Va, vis et deviens                   | Йорам Гаррарі        |
| 2005 | ф  | Молодий лейтенант                    | Le petit lieutenant                  | Соло                 |
| 2006 | ф  | Каліфорнія                           | La Californie                        | Мірко                |
| 2006 | ф  | Патріоти                             | Indigènes                            | Мессауд Суні         |
| 2006 | ф  | Злий намір                           | Mauvaise Foi                         | Ізмаел               |
| 2007 | ф  | Воно того не варте                   | Détrompez-vous                       | Томас                |
| 2008 | ф  | Дуже, дуже велике підприємство       | La Très Très Grande Entreprise       | Зак                  |
| 2008 | ф  | Дівчина з Монако                     | La Fille de Monaco                   | Крістоф Абаді        |
| 2008 | ф  | Тисни на газ                         | Go Fast                              | Марек / Сліман       |
| 2009 | ф  | Річка Лондон                         | London River                         | Батчер               |
| 2010 | ф  | Кілька щасливців                     | Happy Few                            | Франк                |
| 2010 | ф  | Поза законом                         | Hors-la-loi                          | Мессауд              |
| 2010 | ф  | Три години на втечу                  | À bout portant                       | Г'юго Сарте          |
| 2011 | ф  | Серед білого дня                     | The Cold Light of Day                | Захір                |
| 2012 | ф  | Ніч                                  | Une nuit                             | Саймон Вайс          |
| 2012 | ф  | Озброєне пограбування                | Mains armées                         | Лукас Скалі          |
| 2012 | ф  | Зовсім як жінка                      | Just Like a Woman                    | Мурад                |
| 2013 | ф  | Перехрестя                           | Intersections                        | Салех                |
| 2013 | ф  | Жирафа                               | Girafada                             | Йогав Алон           |
| 2014 | ф  | Люди і птахи                         | Bird People                          | Симон                |
| 2014 | ф  | Могли б залишитися друзями           | On a failli être amies               | Сем Дріссі           |
| 2014 | ф  | Бодибілдер                           | Bodybuilder                          | Вадим                |
| 2014 | ф  | Ціна слави                           | La rançon de la gloire               | Осман Бріша          |
| 2015 | ф  | Аляска                               | Alaska                               | Бенуа                |
| 2017 | мф | Сахара                               | Sahara                               | Саладін              |
| 2017 | ф  |                                      | Le prix du succès                    | Мурад Мечері         |
| 2018 | ф  |                                      | Le Jeu                               | Марко                |
| 2019 | ф  |                                      | Roubaix, une lumière                 | Дауд                 |

Режисер і сценарист
| Рік  |  | Назва українською | Оригінальна назва | Режисер | Сценарист   | Примітки            |
| ---- |  | ----------------- | ----------------- | ------- | ----------- | ------------------- |
| 2006 |  | Злий намір        | Mauvaise foi      | Так     | Так         | і актор             |
| 2011 |  | Омар мене убити   | Omar m'a tuer     | Так     | (адаптація) | і співпродюсер      |
| 2014 |  | Бодибілдер        | Bodybuilder       | Так     | Так         | і продюсер, і актор |
| 2015 |  | Шоколад           | Chocolat          | Так     | (адаптація) |                     |

## Визнання

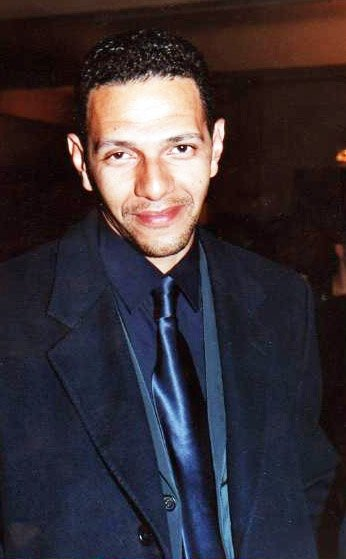
Рошді Зем на церемонії Сезара, 2011

| Премія «Сезар»                      |                                |                      |           |
| 2000                                | Найкращий актор другого плану  | Мій маленький бізнес | Номінація |
| 2006                                | Найкращий актор другого плану  | Молодий лейтенант    | Номінація |
| 2007                                | Найкращий дебютний фільм       | Злий намір           | Номінація |
| 2009                                | Найкращий актор другого плану  | Дівчина з Монако     | Номінація |
| 2012                                | Найкращий адаптований сценарій | Омар мене убити      | Номінація |
| 2020                                | Найкраща чоловіча роль         | Roubaix, une lumière | Перемога  |
| Каннський міжнародний кінофестиваль |                                |                      |           |
| 2006                                | Найкращий актор                | Патріоти             | Перемога  |
| Золота зірка кіно                   |                                |                      |           |
| 2007                                | Найкращий дебютний фільм       | Злий намір           | Перемога  |
| Кришталевий глобус                  |                                |                      |           |
| 2007                                | Найкращий актор                | Злий намір           | Номінація |
| 2009                                | Найкращий актор                | Дівчина з Монако     | Номінація |
| Приз Ремю                           |                                |                      |           |
| 2007                                | Найкращий комедійний фільм     | Злий намір           | Номінація |
| 2007                                | Найкращі мізансцени у фільмі   | Злий намір           | Перемога  |

## Громадська позиція
У липні 2018 підтримав петицію Асоціації французьких кінорежисерів на захист ув'язненого у Росії українського режисера Олега Сенцова